# Maxim Petrov
Maxim Vladimirovich Petrov (em russo:  Максим Владимирович Петров, Kolpino, nascido em 14 de novembro de 1965) é um assassino em série russo, condenado pelo assassinato de 11 pessoas em São Petersburgo entre 1999 e 2000.
Petrov, apelidado de Doutor Morte pela mídia russa, era um médico que atacava pacientes de um centro de saúde local, aplicando injeções letais em suas casas e, em seguida, os roubava.
Foi condenado à prisão perpétua e suspeita-se que tenha matado até 19 pessoas antes de ser preso.

## Biografia
Maxim Petrov trabalhava como médico emergencista em São Petersburgo, vivendo na região central da Ilha de Vassiliev. Foi casado duas vezes e tem três filhos, um do primeiro casamento e dois do segundo.

## Crimes

### Primeiros roubos
Em 1997, Petrov começou a roubar pacientes ao visitá-los de surpresa, geralmente pela manhã. Após medir a pressão arterial da vítima, aplicava uma suposta anestesia, deixando a pessoa inconsciente. Durante o desmaio, ele roubava bens, incluindo joias. Os primeiros alvos sobreviveram. Estima-se que tenha cometido 47 roubos até ser preso.

### Assassinatos
Seu primeiro homicídio ocorreu em 2 de fevereiro de 1999, durante o 30º assalto. Após ser surpreendido pela filha de uma paciente, a matou com uma chave de fenda e estrangulou a mãe com uma meia-calça. Depois disso, passou a usar uma combinação letal de drogas para simular mortes naturais, confundindo as investigações. Em alguns casos, incendiou casas para destruir provas.

## Prisão e condenação
A polícia percebeu que todas as vítimas estavam em uma lista de pacientes com doença pulmonar que haviam feito fluorografia. Com isso, foi organizada a operação "Medbrat" ("Enfermeiro"), com 700 policiais, que o prendeu em 17 de janeiro de 2000.
Petrov confessou os assassinatos, mas depois alegou ter sido coagido. Bens das vítimas foram encontrados em sua casa. Seis vítimas sobreviveram com ferimentos graves.
Foi suspeito de 19 assassinatos, julgado por 17 e condenado por 11 em 2002, recebendo a sentença de prisão perpétua pela juíza Valentina Kudriashova.